# Greg Johnson (jégkorongozó)
Gregory C. Johnson (Thunder Bay, Ontario, 1971. március 16. – Detroit, Michigan, USA, 2019. július 8.) olimpiai ezüstérmes kanadai jégkorongozó.

## Pályafutása
Az 1994-es lillehammeri olimpián ezüstérmes lett a kanadai válogatottal.
1988 és 2006 között volt aktív jégkorongozó. Az NHL-ben 1994 és 2006 között játszott 785 alkalommal a Detroit Red Wings, a Pittsburgh Penguins, a Chicago Blackhawks és a Nashville Predators színeiben.

## Sikerei, díjai
- Olimpiai játékok
  - ezüstérmes: 1994, Lillehammer